# Wiktor Olegowitsch Pelewin
Wiktor Olegowitsch Pelewin (russisch Виктор Олегович Пелевин, wiss. Transliteration Viktor Olegovič Pelevin; * 22. November 1962 in Moskau) ist ein russischer Schriftsteller. Er lebt in Moskau.
Pelewin beschreibt in seinen Romanen und Erzählungen modernes russisches Zeitgeschehen aus einer surrealistischen und mystischen Perspektive. Er wurde auch international bekannt, vor allem durch seine Romane Omon hinterm Mond (russisch Омон Ра) und Generation P (russisch Generation П).

## Leben
Nachdem Pelewin ein Studium der Elektrotechnik absolviert hatte, wandte er sich der Literatur zu und wechselte zum Moskauer Literaturinstitut. Seine erste Erzählung wurde 1989 publiziert, seit 1990 arbeitet er als freischaffender Autor. Zunächst wurden mehrere seiner Geschichten in verschiedenen Zeitschriften veröffentlicht, mittlerweile sind fünf Romane und etwa fünfzig Erzählungen erschienen. 2001 erhielt er den „Richard-Schönfeld-Preis für literarische Satire“ der Hamburgischen Kulturstiftung.

## Werke (Auswahl)
- Омон Ра (Omon Ra)
  - dt.: Omon hinterm Mond, aus dem Russischen von Andreas Tretner. Reclam, Leipzig 1994, ISBN 3-379-01507-5.
- Чапаев и Пустота (Tschapajew und die Leere).
  - dt.: Buddhas kleiner Finger, aus dem Russischen  von Andreas Tretner. Luchterhand, München 2009, ISBN 978-3-630-62159-3.
- Жизнь насекомых (Das Leben der Insekten)
- Generation П (Generation P)
  - dt.: Generation P, aus dem Russischen von Andreas Tretner. Verlag Volk und Welt, Berlin 2000, ISBN 3-353-01172-2.
- ДПП (НН) Диалектика Переходного Периода: Из Ниоткуда в Никуда (DPP (NN) = Dialektik der Übergangsperiode aus dem Nirgendwoher ins Nirgendwohin)
- Священная книга оборотня (Das Heilige Buch des Wandlings)
  - dt.: Das Heilige Buch der Werwölfe, aus dem Russischen  von Andreas Tretner. Luchterhand, München 2006, ISBN 978-3-630-87235-3.
- Шлем Ужаса (Der Schreckenshelm. Der Mythos von Theseus und dem Minotaurus).
- Empire "V"
  - dt.: Das fünfte Imperium: ein Vampirroman, aus dem Russischen  von Andreas Tretner. Luchterhand, München 2009, ISBN 978-3-630-62138-8.
- t
  - dt.: Tolstois Albtraum, aus dem Russischen von Dorothea Trottenberg. Luchterhand, München 2013, ISBN 978-3-630-87388-6.[1]
- S.N.U.F.F.
  - dt. Übersetzung: SNUFF Utøpie, aus dem Russischen von Heinrich Siemens. Tweeback, Bonn 2015, ISBN 978-3-944985-02-2.[2]
- Бэтман Аполло (Batman Apollo)

Werke von Pelewin wurden von Andreas Tretner ins Deutsche übersetzt.